# Botevo
Botevo (bulgariska: Ботево) är ett distrikt i Bulgarien.   Det ligger i kommunen obsjtina Tundzja och regionen Jambol, i den centrala delen av landet, 250 km öster om huvudstaden Sofia.
Trakten runt Botevo består till största delen av jordbruksmark. Runt Botevo är det ganska glesbefolkat, med 24 invånare per kvadratkilometer.